# Àgueda Micó
Àgueda Micó i Micó (Ollería, Valencia, 11 de octubre de 1978) es una política española, diputada de la XV legislatura en el Congreso de los Diputados por Valencia representando a la federación Més-Compromís, dentro de la coalición Sumar, de la cual es portavoz adjunta. Ejerció como secretaria general de Més-Compromís (antes, Bloc Nacionalista Valencià) entre 2016 y 2023.

## Trayectoria
Sus inicios políticos se encuentran en el ámbito local, siendo concejala en su localidad (2003-2015). A pesar de formar parte de los sectores críticos con la gestión del secretario general Enric Morera, Àgueda Micó accedió a la ejecutiva del Bloc como secretaria de Organización en 2012. Desde entonces, participó en las negociaciones del Pacto del Botánico, y en las negociaciones para un posible acuerdo de gobierno en la XI legislatura española.
En el VII Congreso del Bloc, se presentó como candidata a secretaria general con el apoyo de Enric Morera, siendo elegida finalmente, en una coordinadora donde integró al posible candidato alternativo Rafel Carbonell, y que recibió el 87 % de los votos.
En 2021 revalidó el mandato en el marco del congreso de refundación del Bloc que pasó a denominarse Més-Compromís. Este congreso (el VIII del antiguo Bloc) supuso una reformulación hacia posicionamientos menos nacionalistas recibiendo la contestación interna encabezada por Alexandre Ruiz que disputó la dirección del nuevo partido. Micó ganó el congreso con el 61,7 % de los votos.
En junio de 2023 se anunció que sería la cabeza de lista de Compromís-Sumar por la provincia de Valencia, de cara a las elecciones al Congreso de los Diputados del 23 de julio de 2023. Tras los comicios, fue elegida diputada y designada portavoz adjunta del Grupo Parlamentario Plurinacional Sumar.
En julio de 2025 abandonó el Grupo parlamentario Sumar y se integró en el Grupo Mixto debido a la negativa de Sumar para que el presidente del gobierno Pedro Sánchez compareciera en la comisión de investigación de la DANA en el Congreso.